# Green Island National Park
Green Island National Park är en nationalpark i Australien.   Den ligger i delstaten Queensland, i den nordöstra delen av landet, 2 100 km norr om huvudstaden Canberra. Arean är 7,9 kvadratkilometer.